# Antonio Melandri
Antonio Melandri (Faenza, 11 febbraio 1891 – Reggio nell'Emilia, 1970) è stato un tenore italiano.

## Biografia
Inizialmente studiò e si esibì come oboista, poi, incoraggiato per la bella voce, studiò canto a Milano. Il debutto avvenne nel 1923 al Teatro Coccia di Novara in Lucia di Lammermoor.
Cantò al Teatro alla Scala dal 1926 al 1934 e si esibì nei maggiori teatri italiani (La Fenice di Venezia,  Comunale di Firenze, San Carlo di Napoli), in Europa e Sudamerica fino ai primi anni 40. In particolare fu molto apprezzato al Teatro Colón di Buenos Aires.
Possedeva un repertorio assai vasto, orientato prevalentemente verso il repertorio di tenore drammatico e in particolare quello verista (la sua voce fu paragonata a quella di Aureliano Pertile). Le opere interpretate con maggior frequenza  furono: La traviata, Otello (di Verdi eseguì anche l'incompiuta Re Lear), Il crepuscolo degli dei, Turandot, La fanciulla del West, Carmen, Cavalleria rusticana, Isabeau, Fedora, La campana sommersa.
Insegnò al Conservatorio Giovanni Battista Martini di Bologna, dove formò, tra gli altri, il basso Ferruccio Mazzoli e i tenori Gianni Raimondi e Luciano Saldari.

## Repertorio
| Ruolo                 | Titolo                  | Autore     |
| --------------------- | ----------------------- | ---------- |
| Pollione              | Norma                   | Bellini    |
| Don José              | Carmen                  | Bizet      |
| Faust                 | Mefistofele             | Boito      |
| Walter                | Loreley                 | Catalani   |
| Maurizio di Sassonia  | Adriana Lecouvreur      | Cilea      |
| Edgardo di Ravenswood | Lucia di Lammermoor     | Donizetti  |
| Andrea Chénier        | Andrea Chénier          | Giordano   |
| Loris Ipanov          | Fedora                  | Giordano   |
| Turiddu               | Cavalleria rusticana    | Mascagni   |
| Folco                 | Isabeau                 | Mascagni   |
| Dick Johnson          | La fanciulla del West   | Puccini    |
| Calaf                 | Turandot                | Puccini    |
| Enrico                | La campana sommersa     | Respighi   |
| Gherardo Gherardi     | Madonna Oretta          | Riccitelli |
| Ernani                | Ernani                  | Verdi      |
| Alfredo Germont       | La traviata             | Verdi      |
| Riccardo              | Un ballo in maschera    | Verdi      |
| Otello                | Otello                  | Verdi      |
| Tannhäuser            | Tannhäuser              | Wagner     |
| Sigfrido              | Il crepuscolo degli dei | Wagner     |

## Discografia
- Cavalleria rusticana, con Giannina Arangi Lombardi, Giorgio Lulli, dir. Lorenzo Molajoli - Columbia 1930
- Ernani, con Iva Pacetti, Gino Vanelli, Corrado Zambelli, dir. Lorenzo Molajoli - Columbia 1930
- Fedora, con Gilda Dalla Rizza, Emilio Ghirardini, Luba Mirella, dir. Lorenzo Molajoli - Columbia 1931
- Mefistofele, con Nazzareno De Angelis, Mafalda Favero, Giannina Arangi Lombardi, dir. Lorenzo Molajoli - Columbia 1931
- Cavalleria rusticana, con Lina Bruna Rasa, Afro Poli, dir. Pietro Mascagni -  dal vivo L'Aia 1938 Bongiovanni/Guild